# Hypermastus araeosomae
Hypermastus araeosomae is een slakkensoort uit de familie van de Eulimidae. De wetenschappelijke naam van de soort is voor het eerst geldig gepubliceerd in 1992 door Habe.